# Villalba
Villalba (galicisk: Vilalba) er en by og kommune i det nordvestlige Spanien i provinsen Lugo. Den har et indbyggertal på 13.787 (2024) indbyggere.